# Metoda DPPH
Metoda DPPH – technika analityczna służąca do określenia potencjału antyoksydacyjnego badanych związków. W procedurze tej stosuje się stabilny, modelowy rodnik 2,2-difenylo-1-pikrylohydrazylowy (DPPH, z ang. 2,2-diphenyl-1-picrylhydrazyl radical), który jest ciemnofioletowym, krystalicznym ciałem stałym, dobrze rozpuszczalnym w rozpuszczalnikach organicznych, a nierozpuszczalnym w wodzie. Została opisana w 1958 roku przez Marsdena S. Bloisa

## Procedura

Schemat 1. Schemat reakcji, według mechanizmu HAT, rodnika DPPH z badanym antyoksydantem (ArOH)

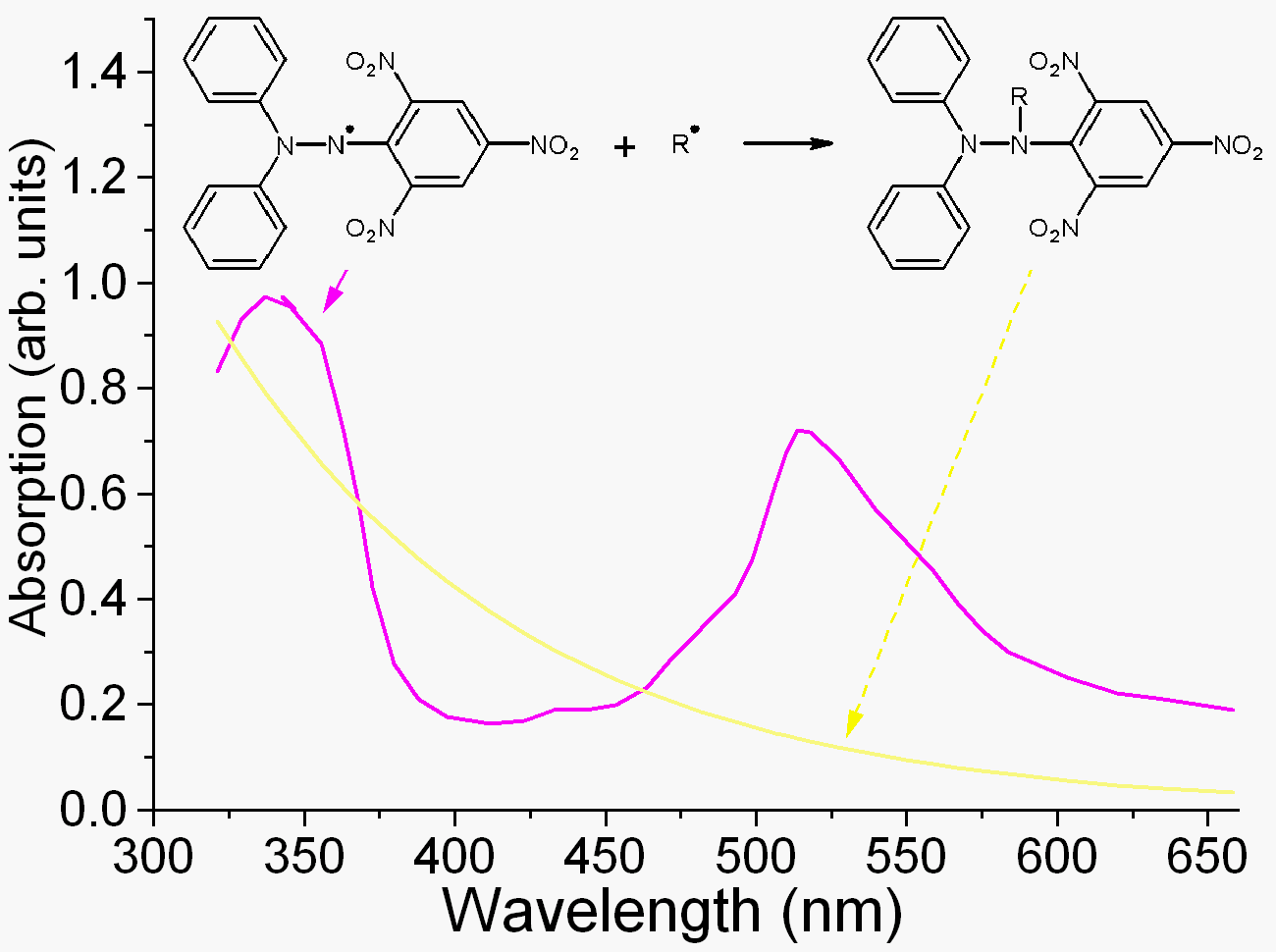
Widmo UV-Vis DPPH (fioletowy) i jego formy zredukowanej (żółty)

Badany związek (ArOH) miesza się z DPPH (najczęściej stosuje się technikę zatrzymanego przepływu, gdyż reakcje na ogół zachodzą bardzo szybko, a pierwsze sekundy są kluczowe dla wyznaczania stałej szybkości reakcji, k), a następnie mierzy się spadek absorbancji przy długości fali 517 nm (odpowiada to maksimum absorpcji dla wyjściowego DPPH). Przeprowadzając test DPPH wyznacza się absolutne stałe szybkości reakcji, które informują o potencjale antyoksydacyjnym związku. Jednym z mechanizmów reakcji badanych związków z rodnikiem DPPH jest przeniesienie atomu wodoru (HAT, hydrogen atom transfer), który prowadzi do powstawania formy zredukowanej DPPH, a w konsekwencji spadku absorbancji przy 517 nm (Schemat 1).